# Rue Tournus
La rue Tournus est une rue du 15e arrondissement de Paris.

## Situation et accès
Ce site est desservi par la station de métro Avenue Émile Zola.

## Origine du nom
Le nom vient de M. Tournus, propriétaire du terrain.

## Historique
La rue a été ouverte et lotie dans le cadre de l'opération d'urbanisme de création du village de Beaugrenelle, dite lotissement Violet, dans les années 1820 et 1830.